# Euacidalia albescens
Euacidalia albescens är en fjärilsart som beskrevs av Samuel E. Cassino 1931. Euacidalia albescens ingår i släktet Euacidalia och familjen mätare. Inga underarter finns listade i Catalogue of Life.